# Praderas de Tecuac
Praderas de Tecuac är en ort i Mexiko, tillhörande kommunen Texcoco i delstaten Mexiko. Praderas de Tecuac ligger i den centrala delen av landet och tillhör Mexico Citys storstadsområde. Orten hade 274 invånare vid folkräkningen 2010.